# ZIPX
Um arquivo Zipx (.Zipx) é um arquivo Zip criado usando métodos avançados de compressão WinZip, com os métodos de compressão mais recentes para criar arquivos Zipx, o WinZip 12.1.
A extensão zipx torna mais fácil compartilhar arquivos altamente compactados com outras pessoas, deixando claro que o arquivo foi criado usando um método de compressão avançada e que o WinZip 12.1 ou posterior (ou outro utilitário de compressão compatível) é necessário para abrir o arquivo. O 7Zip, ferramenta gratuita disponível no mercado também permite a abertura e extração deste arquivo.